# Pápingo
Pápingo, en grec moderne : Πάπιγκο, est un ancien dème du district régional d'Ioannina, en Épire, Grèce. Il fait désormais partie du dème de Zagóri et est situé dans le parc national de Vikos-Aoos.
Selon le recensement de 2011, la population de Pápingo compte 211 habitants.
Pápingo est composé de deux villages : Megálo Pápingo (Μεγάλο Πάπιγκο) et Mikró Pápingo (), c'est-à-dire le grand et le petit Pápingo. Une seule route permet d'accéder d'abord à Megálo Pápingo et un kilomètre plus loin à Mikró Pápingo.